# Davante Gardner
Pour les articles homonymes, voir Gardner.
Davante Gardner, né le 2 septembre 1991 à Suffolk en Virginie, est un joueur américain de basket-ball.

## Biographie
Durant l'été 2014, il signe en France à Hyères Toulon pour jouer en Pro B, la deuxième division du championnat français. À la fin de la saison, il est désigné MVP étranger du championnat. Son équipe termine second de la saison régulière mais est éliminée au premier tour des playoffs contre Le Portel.
Il signe durant l'été 2015 avec les Nishinomiya Storks (en), club de première division japonaise.

## Clubs successifs
- 2014-2015 :  Hyères-Toulon Var Basket Pro B
- 2015-2016 :  Nishinomiya Storks (en) NBL
- 2016- :  Niigata Albirex BB (en) B.League

## Palmarès

### Distinction personnelle
- MVP étranger de Pro B en 2015[2].

## Statistiques

### Universitaires
Les statistiques en matchs universitaires de Davante Gardner sont les suivantes :
| Année     | Équipe    | Matches | Titul. | Min./m. | %tir | %3pts | %l-f  | rbds/m. | pass/m. | int/m. | ctr/m. | pts/m. |
| --------- | --------- | ------- | ------ | ------- | ---- | ----- | ----- | ------- | ------- | ------ | ------ | ------ |
| 2010-2011 | Marquette | 33      | 0      | 9,0     | 57,6 | -     | 75,44 | 2,21    | 0,3     | 0,12   | 0,15   | 4,6    |
| 2011-2012 | Marquette | 27      | 11     | 19,1    | 56,1 | 0,0   | 75,5  | 5,30    | 0,70    | 0,78   | 0,19   | 9,48   |
| 2012-2013 | Marquette | 35      | 0      | 21,4    | 58,5 | 20,0  | 83,5  | 4,83    | 0,89    | 0,66   | 0,57   | 11,49  |
| 2013-2014 | Marquette | 32      | 8      | 26,6    | 52,8 | 12,5  | 78,1  | 5,69    | 1,34    | 0,31   | 0,47   | 14,91  |
| Total     |           | 127     | 19     | 19,0    | 55,7 | 13,0  | 79,0  | 4,46    | 0,81    | 0,46   | 0,35   | 10,13  |